# 哈納瓦福爾斯 (紐約州)
哈納瓦福爾斯（英語：Hannawa Falls）是位於美國紐約州聖羅倫斯縣的普查規定居民點。

## 人口
根據2020年美國人口普查的數據，哈納瓦福爾斯的面積為14.02平方千米，當中陸地面積為13.23平方千米，而水域面積為0.78平方千米。當地共有人口975人，而人口密度為每平方千米69.54人。